# 393 Lampetia
393 Lampetia là một tiểu hành tinh khá lớn ở vành đai chính. Nó được Max Wolf phát hiện ngày 4.11.1894 ở Heidelberg và được đặt theo tên Lampetia trong thần thoại Hy Lạp.